# Шапша (Вологодская область)
Шапша — село в Харовском районе Вологодской области при впадении реки Шапша в Вондожь. Административный центр Шапшинского сельского поселения и Шапшинского сельсовета.
Село Шапша образовано 2 октября 2000 года при объединении села Погост Никольский (центра Шапшинского сельсовета) и деревень Большая, Негодяиха, Симаково и Тимошинская.
Расстояние до районного центра Харовска по автодороге — 36 километров. Ближайшие населённые пункты — Деревенька Кузнечиха, Паньковская, Ципошевская.
По переписи 2002 года население — 493 человека (216 мужчин, 277 женщин). Преобладающая национальность — русские (98 %).